# 金条 (华盛顿州)
金条（英文：Gold Bar），是美国华盛顿州斯诺霍米什县下属的一座城市。根据 2000年美国人口普查，该市有人口2,014人。根据2010年美国人口普查，该市有人口2,075人。而2011年估计该市有2,101人。